# Michele Boni
Michele Boni (Verona, 2 aprile 1981) è un ex triplista italiano, che ha rappresentato l’Italia agli Europei indoor di Göteborg 2013 ed alle Universiadi di Bangkok 2007; è stato anche finalista ai Mondiali militari di Sofia 2009.

## Biografia
Ad inizio carriera è stato allenato da Ernesto Tagliapietra e dal lunghista Roberto Coltri; dal 2004 viene seguito da Stefano Serranò. Prima di iniziare con l'atletica, ha praticato nuoto, basket e tennis.
Durante il biennio 2000-2002 vince due titoli nazionali giovanili, entrambi nel salto triplo (juniores indoor ad Ancona 2000 e promesse a Milano 2002) e stabilendo tutte e due le volte il nuovo primato personale (15,23 m al coperto e 16,06 m outdoor): prima volta in carriera con lo stagionale oltre sopra i 16,00 m.
Sempre nel 2000 vince il bronzo ai nazionali under 20 a Piovene Rocchette.
Nel 2003 a Grosseto si è laureato vicecampione promesse.
Il 25 maggio del 2007 si laurea campione nazionale universitario di salto triplo a Jesolo, realizzando il nuovo personale di 16,61 m e precedendo Fabrizio Schembri di un centimetro (secondo con 16,60 m).
Il 28 luglio diventa vicecampione italiano assoluto a Padova dietro Fabrizio Donato.
Il 14 agosto a Bangkok in Thailandia non riesce a qualificarsi per la finale del triplo alle Universiadi.
Il 20 luglio del 2008 ottiene il bronzo agli assoluti di Cagliari.
Il 22 febbraio del 2009 si aggiudica il bronzo agli assoluti indoor di Torino.
Il 9 giugno finisce quinto nel triplo ai Mondiali militari di Sofia in Bulgaria.
Il 2 agosto a Milano vince l'argento agli assoluti dietro il campione Fabrizio Schembri.
Il 27 febbraio del 2010 si aggiudica il bronzo ai campionati italiani assoluti indoor di Ancona nel salto in lungo (7,62 m), restando ad un centimetro dall’argento (Emanuele Formichetti 7,63 m) ed a tre dall'oro (Stefano Tremigliozzi 7,65 m); il giorno dopo sfiora il bronzo (finendo a 6 cm dal bronzo di Daniele Greco).
Il 1º luglio vince il bronzo agli assoluti di Grosseto.
Nel corso dell’annata sportiva 2011, ai nazionali assoluti indoor (il 20 febbraio ad Ancona) ed outdoor (il 26 giugno a Torino), ottiene due medaglie di bronzo entrambe nel triplo.
Il 19 gennaio del 2013 migliora ad Ancona il record personale portandolo a 16,65 m e diventando così l'ottavo miglior triplista italiano indoor al pari di Salvatore Morello
Il 17 febbraio, sempre ad Ancona, si laurea per la prima volta (ed anche unica in carriera) campione italiano assoluto indoor nel salto triplo, restando in testa alla gara fin dal primo turno di salti.
Il 1º marzo, alla sua prima ed unica presenza in carriera con la Nazionale seniores, disputa le qualificazioni del salto triplo agli Europei indoor di Göteborg in Svezia, non riuscendo però a raggiungere la finale (in cui diventa campione continentale al coperto il connazionale Daniele Greco) sino alla fine del penultimo turno di salti era il primo dei triplisti esclusi dalla finale per 3 cm (16,43 m contro i 16,46 m dello spagnolo Vicente Docavo); poi durante l'ultimo turno di salti (in cui non ha fatto meglio della sua migliore misura) è stato superato in graduatoria da altri cinque atleti.
il 28 luglio a Milano diventa vicecampione assoluto dietro Fabrizio Schembri.
Il 22 febbraio del 2014 vince il bronzo negli assoluti al coperto di Ancona.
Il 21 febbraio del 2015 col personale stagionale conquista a Padova l'argento agli assoluti indoor dietro il campione Fabrizio Schembri.
Oltre che essere l'ottavo triplista italiano al coperto (16,65 m), nelle categorie masters, tra gli over 30 è il quinto all time all'aperto ed il terzo indoor, mentre è il nono over 35.
Dal 2000 al 2015 ha disputato 27 finali, tra triplo e lungo, ai campionati italiani assoluti (tra indoor ed all’aperto) vincendo 12 medaglie; dal 2004 al 2015 ha gareggiato in 12 edizioni consecutive degli assoluti indoor e dal 2000 al 2013 in altrettante degli assoluti.
Dal 2002 al 2015 ha sempre chiuso (tranne nel 2014) nella top ten italiana stagionale all'aperto nel salto triplo: secondo nel 2007, terzo nel 2009, quarto nel 2010, nel 2011 e nel 2013, quinto nel 2006 e nel 2008, sesto nel 2005 e nel 2012, settimo nel 2002, ottavo nel 2015, nono nel 2003 e nel 2004; dal 2004 al 2015 è sempre restato nella top ten nazionale stagionale indoor nel triplo: secondo nel 2013, quarto nel 2007, nel 2008, nel 2009, nel 2011 e nel 2015, quinto nel 2004, nel 2010 e nel 2014, sesto nel 2006 e nel 2012, ottavo nel 2005 ed in tre stagioni è stato fra i migliori dieci italiani indoor anche nel salto in lungo (quarto nel 2010, settimo nel 2011, decimo nel 2015).
In carriera nel salto triplo ha chiuso la stagione outdoor dieci volte oltre i 16 metri e nove volte al coperto.
I record personali migliori sia nel triplo che nel lungo li ha realizzati entrambi al coperto (aspetto particolare, perché solitamente i primati individuali sono superiori all'aperto).

## Progressione

### Salto triplo
| Stagione | Misura             | Luogo          | Data      | Rank. Mond. |
| -------- | ------------------ | -------------- | --------- | ----------- |
| 2016     | 15,27 m (+1,4 m/s) | Vicenza        | 7-5-2016  | -           |
| 2015     | 16,01 m(+1,0 m/s)  | Marcon         | 9-5-2015  | -           |
| 2014     | 15,32 m nw         | Rieti          | 28-6-2014 | -           |
| 2013     | 16,23 m (+2,0 m/s) | Verona         | 1-7-2013  | -           |
| 2012     | 16,18 m (−0,4 m/s) | Vicenza        | 19-5-2012 | -           |
| 2011     | 16,37 m (−0,1 m/s) | Torino         | 26-6-2011 | 114º        |
| 2010     | 16,49 m (−2,2 m/s) | Firenze        | 5-6-2010  | 90º         |
| 2009     | 16,49 m (+1,3 m/s) | Torino         | 4-6-2009  | 92º         |
| 2008     | 16,22 m (+0,8 m/s) | Rieti          | 9-6-2008  | -           |
| 2007     | 16,61 m (+1,3 m/s) | Jesolo         | 25-5-2007 | 71º         |
| 2006     | 15,98 m (−1,0 m/s) | Busto Arsizio  | 23-9-2006 | -           |
| 2005     | 16,00 m (+0,2 m/s) | Vigna di Valle | 15-5-2005 | -           |
| 2004     | 15,44 m (+1,9 m/s) | Roma           | 26-6-2004 | -           |
| 2003     | 15,68 m (+1,6 m/s) | Grosseto       | 14-6-2003 | -           |
| 2002     | 16,06 m (+1,2 m/s) | Milano         | 15-6-2002 | -           |
| 2001     | 15,33 m (+0,4 m/s) | Rovereto       | 6-5-2001  | -           |
| 2000     | 15,46 mnw          | Grosseto       | 7-10-2000 | -           |
| 1999     | 14,93 m (+1,8 m/s) | Fiuggi         | 16-7-1999 | -           |

### Salto triplo indoor
| Stagione | Misura  | Luogo       | Data      | Rank. Mond. |
| -------- | ------- | ----------- | --------- | ----------- |
| 2015     | 16,14 m | Padova      | 21-2-2015 | -           |
| 2014     | 16,12 m | Ancona      | 22-2-2014 | -           |
| 2013     | 16,65 m | Ancona      | 19-1-2013 | 20º         |
| 2012     | 16,05 m | Ancona      | 21-1-2012 | -           |
| 2011     | 16,23 m | Ancona      | 20-2-2011 | 74º         |
| 2010     | 16,09 m | Ancona      | 28-2-2010 | -           |
| 2009     | 16,48 m | Torino      | 22-2-2009 | 31º         |
| 2008     | 16,23 m | Saronno     | 1-2-2008  | 84º         |
| 2007     | 16,07 m | Modena      | 13-1-2007 | -           |
| 2006     | 15,87 m | Ancona      | 19-2-2006 | -           |
| 2005     | 15,64 m | Castenedolo | 6-2-2005  | -           |
| 2004     | 15,60 m | Genova      | 22-2-2004 | -           |
| 2001     | 15,07 m | Modena      | 28-1-2001 | -           |
| 2000     | 15,23 m | Ancona      | 5-2-2000  | -           |

## Migliori prestazioni

### Salto triplo
| 16,61 m (+1,3 m/s)   | Jesolo   | 25-5-2007 |
| 16,49 m (+1,3 m/s)   | Torino   | 4-6-2009  |
| 16,49 m (−2,2 m/s)   | Firenze  | 5-6-2010  |
| 16,48 m (+2,5 m/s) w | Padova   | 28-7-2007 |
| 16,38 m (−0,9 m/s)   | Grosseto | 1-7-2010  |
| 16,37 m (−0,1 m/s)   | Torino   | 26-6-2011 |
| 16,29 m (+1,7 m/s)   | Milano   | 2-8-2009  |
| 16,26 m (+0,4 m/s)   | Ginevra  | 9-6-2007  |
| 16,23 m (+2,0 m/s)   | Verona   | 1-7-2013  |
| 16,22 m (+0,8 m/s)   | Rieti    | 9-6-2008  |

### Salto triplo indoor
| 16,65 m | Ancona   | 19-1-2013 |
| 16,56 m | Ancona   | 17-2-2013 |
| 16,48 m | Torino   | 22-2-2009 |
| 16,43 m | Göteborg | 1-3-2013  |
| 16,29 m | Ancona   | 3-2-2007  |
| 16,23 m | Ancona   | 20-2-2011 |
| 16,20 m | Genova   | 24-2-2008 |
| 16,16 m | Ancona   | 7-2-2009  |
| 16,14 m | Padova   | 21-2-2014 |
| 16,12 m | Ancona   | 5-1-2013  |

## Palmarès
| Anno | Manifestazione    | Sede     | Evento       | Risultato | Misura             | Note  |
| ---- | ----------------- | -------- | ------------ | --------- | ------------------ | ----- |
| 2007 | Universiadi       | Bangkok  | Salto triplo | 24º       | 15,25 m (+1,3 m/s) | [ 7 ] |
| 2009 | Mondiali militari | Sofia    | Salto triplo | 5º        | 16,04 m (−1,0 m/s) | [ 8 ] |
| 2013 | Europei indoor    | Göteborg | Salto triplo | 14º (q)   | 16,43 m            | [ 9 ] |

## Campionati nazionali
- 1 volta campione assoluto indoor nel salto triplo (2013)
- 1 volta campione universitario nel salto triplo (2002)
- 1 volta campione promesse nel salto triplo (2002)
- 1 volta campione juniores indoor nel salto triplo (2000)

1999
- 7º ai Campionati italiani juniores e promesse, (Fiuggi), Salto triplo - 14,93 m  (+1,8 m/s)[10]

2000
- Oro ai Campionati italiani allievi-juniores-promesse indoor, (Ancona), Salto triplo - 15,23 m [11]
- Bronzo ai Campionati italiani juniores e promesse, (Piovene Rocchette), Salto triplo - 15,08 m (−2,4 m/s)[12]
- 10º ai Campionati italiani assoluti, (Milano), Salto triplo - 14,99 m nw[13]

2001
- 5º ai Campionati italiani juniores e promesse, (Milano), Salto triplo - 15,06 m (−1,1 m/s) )[14]

2002
- Oro ai Campionati italiani juniores e promesse, (Milano), Salto triplo - 16,06 m  (+1,2 m/s)[15]
- In finale ai Campionati italiani assoluti, (Viareggio), Salto triplo - nm[16]

2003
- Argento ai Campionati italiani juniores e promesse, (Grosseto), Salto triplo - 15,68 m  (+1,6 m/s)[17]
- 12º ai Campionati italiani assoluti, (Rieti), Salto triplo - 15,09 m (+1,7 m/s)[18]

2004
- 4º ai Campionati italiani assoluti indoor, (Genova), Salto triplo - 15,60 m [19]
- 7º ai Campionati italiani assoluti, (Firenze), Salto triplo - 15,41 m (+0,5 m/s)[20]

2005
- 8º ai Campionati italiani assoluti indoor, (Ancona), Salto triplo - 15,47 m[21]
- 7º Campionati italiani assoluti, (Bressanone), Salto triplo - 15,60 m (−0,4 m/s)[22]

2006
- 5º ai Campionati italiani assoluti indoor, (Ancona), Salto triplo - 15,87 m [23]

2007
- 4º ai Campionati italiani assoluti indoor, (Ancona), Salto triplo - 16,01 m[24]
- Oro ai Campionati nazionali universitari, (Jesolo), Salto triplo - 16,61 m  (+1,3 m/s)[25]
- Argento ai Campionati italiani assoluti, (Padova), Salto triplo - 16,48 m (+2,5 m/s)[26]

2008
- 4º ai Campionati italiani assoluti indoor, (Genova), Salto triplo - 16,20 m[27]
- Bronzo ai Campionati italiani assoluti, (Cagliari), Salto triplo - 15,77 m (−1,3 m/s)[28]

2009
- Bronzo ai Campionati italiani assoluti indoor, (Torino), Salto triplo - 16,48 m [29]
- Argento ai Campionati italiani assoluti, (Milano), Salto triplo - 16,29 m (+1,7 m/s)[30]

2010
- Bronzo ai Campionati italiani assoluti indoor, (Ancona), Salto in lungo - 7,62 m[31]
- 4º ai Campionati italiani assoluti indoor, (Ancona), Salto triplo - 16,09 m [32]
- Bronzo ai Campionati italiani assoluti, (Grosseto), Salto triplo - 16,38 m (−0,9 m/s)[33]

2011
- 9º ai Campionati italiani assoluti indoor, (Ancona), Salto in lungo - 7,15 m[34]
- Bronzo ai Campionati italiani assoluti indoor, (Ancona), Salto triplo - 16,23 m [35]
- Bronzo ai Campionati italiani assoluti, (Torino), Salto triplo - 16,37 m  (−0,1 m/s)[36]

2012
- 5º ai Campionati italiani assoluti e promesse indoor, (Ancona), Salto triplo - 15,87 m[37]
- 7º ai Campionati italiani assoluti, (Bressanone), Salto triplo - 15,88 m (+2,4 m/s)[38]

2013
- Oro ai Campionati italiani assoluti e promesse indoor, (Ancona), Salto triplo - 16,56 m[39]
- Argento ai Campionati italiani assoluti, (Milano), Salto triplo - 16,19 m (−0,6 m/s)[40]

2014
- 14º ai Campionati italiani assoluti indoor, (Ancona), Salto in lungo - 6,82 m[41]
- Bronzo ai Campionati italiani assoluti indoor, (Ancona), Salto triplo - 16,12 m [42]

2015
- Argento ai Campionati italiani assoluti indoor, (Padova), Salto triplo - 16,14 m [43]

## Altre competizioni internazionali
2002
- 4º nell’Incontro internazionale under 23 Italia-Grecia-Svizzera, ( Macerata), Salto triplo - 15,23 m (−0,2 m/s)[44]

2007
- Argento nello Swiss Meeting, ( Ginevra), Salto triplo - 16,26 m (+0,4 m/s)[45]
- 7º nello Spitzen Leichtathletik, ( Lucerna), Salto triplo - 15,89 m (+0,4 m/s)[46]

2008
- 7º nell’AtletiCAGenève, ( Ginevra), Salto triplo - 15,78 m (+1,1 m/s)[47]

2009
- 5º nel Memorial Primo Nebiolo, ( Torino), Salto triplo - 16,49 m (+1,3 m/s) [48]
- 6º nell’Internazionale di Atletica leggera “Città di Velletri”, ( Velletri), Salto in lungo - 7,17 m (+1,6 m/s)[49]
- 9º nella Notturna di Milano, ( Milano), Salto triplo - 15,99 m (+0,5 m/s)[50]

2010
- 7º nel Memorial Primo Nebiolo, ( Torino), Salto triplo - 16,00 m (+1,9 m/s)[51]
- Bronzo nel Meeting Internazionale “Città di Pergine”, ( Pergine Valsugana), Salto in lungo - 7,37 m (+0,6 m/s)[52]

2012
- Bronzo nel Meeting Internazionale “Città di Pergine”, ( Pergine Valsugana), Salto in lungo - 7,06 m nw[53]

2015
- Bronzo nel Leichtathletik Gala ( Salisburgo), Salto triplo - 15,63 m (−0,1 m/s)[54]